# Raistlin Majere
Raistlin Majere (326 - 356 AC) est un personnage fictif de la série Lancedragon. Il fut l'un des plus puissants (si ce n'est le plus puissant) utilisateur de magie sur Krynn. Il est le frère jumeau de Caramon Majere, un guerrier, et le demi-frère de Kitiara Uth Matar.

## Biographie
Raistlin Majere a été créé par Margaret Weis et Tracy Hickman. Il est l'un des personnages principaux qui évolue dans la série des romans de la collection Lancedragon. Il est très cynique et sarcastique envers tous et même envers ses compagnons.
(À noter : Majere est à la fois son nom de famille et le nom d'un dieu, mais il n'y a aucun rapport entre les deux.)
Raistlin peut être décrit comme l'archétype du anti-héros ou aussi dans une moindre mesure celui qui tient le rôle du "héros". Ceci est sujet à caution dans le sens où il faut faire abstraction d'humanité quand, dans son cas, on parle de héros. Sa lutte perpétuelle et sa soif de pouvoir (qui le rend d'ailleurs malade) font preuve de ses ambitions dévorantes.
Il possède ainsi un énorme complexe de supériorité et ses proches sont bien placés pour savoir qu'il n'hésite pas à les mettre en porte-à-faux si cela peut lui profiter. Il se targue de ne pas avoir de maître et n’agit que si cela lui est profitable. Au-delà de son ego surdimensionné, Raistlin est malingre et souffre de la faiblesse de son corps (voir section "Particularités Physiologiques"). Sa fragilité n'a d'égal que son cynisme et -ironiquement- il demande souvent de l'aide à son frère jumeau Caramon, ce qui a pour effet d'entretenir son sentiment de jalousie. Ceci renforce aussi, au fil des lectures, le sentiment que Raistlin tend à se propulser au plus haut sommet de la connaissance et du pouvoir.
Au départ, Raistlin portait la robe blanche (suivant de Solinari), ce qu'on peut voir dans "Une âme bien trempée". Cependant, à la suite de l'épreuve de la tour, il est devenu magicien rouge : un suivant de la déesse Lunitari. Comme tout sorcier, son Test, effectué dans la Haute Tour de la Sorcellerie, l'a profondément affecté mentalement et physiquement. Ce sont les facteurs de sa personnalité exacerbée qui l'ont irrémédiablement entraîné sur la voie du Mal. Il arbore ainsi, au fil de l'histoire, une robe noire devenant ainsi le suivant du dieu de la magie noire Nuitari. Son ambition n'a pas de limite et il tend vainement de spolier la déesse des ténèbres Takhisis. On apprend que pour y parvenir il a, durant l'épreuve de la tour, pactisé avec un puissant archimage répondant au nom de Fistandantilus.

## Le retour
Dans la deuxième série de Lancedragon, soit La guerre des jumeaux, Raistlin Majere est craint de tous en raison de ses grands pouvoirs magiques. En résumé, il a pris possession de la tour de sorcier de Palanthas. Son ambition était de défaire la Reine des Ténèbres de son règne. Grâce à ses pouvoirs, il parvint à aller dans le passé, là ou la Reine était au plus faible de sa puissance. Conséquemment, Caramon (son frère jumeau), Crysania (prêtesse de Paladine) et Tass (le kender) furent amenés dans le passé. Malheureusement pour eux, le frère de Caramon réussit les deux premières parties de son entreprise. Une fois rendu dans les Abysses, il est confronté à la Reine. Mais Caramon, qui est allé dans le futur et vu quel serait le monde si Raistlin vaincrait, réussit à le persuader. Raistlin se sacrifie pour empêcher la Reine de venir dans leur monde. Ça, c'est ce que tout le monde pense. Mais la première des deux fois où il reviendra sur Krynn après cet épisode, il réplique sèchement à son neveu Palin qu'il ne l'a fait que pour lui.
Dans un tome qui suit la série, Dragon d'une flamme d'été, Raistlin sort des Abysses, aidé par son neveu, le jeune Palin Majere. Il aidera ensuite ce dernier avant de partir de Krynn, suivant les Dieux.
Cependant, il est précisé après que le retour de Raistlin est purement fictif et imaginé spécialement pour l'Epreuve de Palin.

## L'épreuve
À l'âge de 21 ans, Raistlin subit l'Épreuve du sorcier. Il est le plus jeune mage à avoir jamais passé l'épreuve. Accompagné de son jumeaux Caramon, il s'est rendu dans la tour de la Haute Sorcellerie. Là, son corps fut mutilé par divers ennemis sous les yeux de son frère. Deux défis méritent d'être détaillés: le combat de Raistlin contre l'elfe noir durant lequel Fistandantilus a pris le contrôle de celui-ci pour le sauver (et pouvoir ainsi l'utiliser pour ressusciter) et le moment où Raistlin tue une illusion de Caramon. Toutes ces épreuves devaient lui enseigner l'humilité, le respect de la vie et la compassion mais elles n'ont fait que renforcer sa haine et son mépris pour les mages moins puissants.
Lorsque Par-Salian demande à Raistlin s'il savait que le Caramon de l'Épreuve était une illusion, le jeune mage répond sèchement « Quelle importance ? »
Le précepteur de Raistlin, choqué par l'action de son protégé, devient aussitôt distant avec lui et se demande, alors que peu après, le jeune homme est frappé par une pneumonie, s'il ne serait pas mieux qu'il meure pour de bon.